# Anomoporia vesiculosa
Anomoporia vesiculosa är en svampart som beskrevs av Y.C. Dai & Niemelä 1994. Anomoporia vesiculosa ingår i släktet Anomoporia och familjen Fomitopsidaceae.   Inga underarter finns listade i Catalogue of Life.